# Dionne Warwick
Marie Dionne Warwick, född Warrick den 12 december 1940 i East Orange, New Jersey, är en amerikansk sångerska. Hon har framförallt samarbetat med kompositörerna och producenterna Burt Bacharach och Hal David. 

## Biografi

### Tidig karriär
Dionne Warwick föddes som Marie Dionne Warrick i East Orange, New Jersey. Hennes föräldrar var Mancel Warrick, sovvagnskonduktör, kock och senare revisor, och Lee Drinkard Warrick, ledare för en gospelgrupp, The Drinkard Singers. Dionne var kusin med Whitney Houston. Dionne Warwick framträdde som ung sångerska i New Hope Methodist Church i East Orange och sjöng ofta med The Drinkard Singers. I East Orange bodde det människor från alla världens hörn; Warwick behövde inte känna av rasism och diskriminering förrän hon började turnera.
Hennes första framträdanden med The Drinkard Singers i lokala TV-kanaler ägde rum i mitten och slutet av 1950-talet. 1958 bildade hon gruppen The Gospelaires tillsammans med Myrna Utley, Carol Slade och Warwicks syster Delia. I samband med en konsert på Apollo Theater i New York blev de ombedda att sjunga körsång i olika inspelningsstudior i New York när olika artister skulle spela in skivor, bland andra The Drifters, Ben E. King, Chuck Jackson, Dinah Washington, Ronnie Hawkins and The Hawks och Solomon Burke.
I samband med att The Drifters spelade in "Mexican Divorce" lade kompositören Burt Bacharach märke till Warwicks röst. Bacharach frågade Warwick om hon var intresserad av att spela in demonstrationsskivor som skulle användas för att sälja Bacharachs låtar till skivbolag. Direktören för Scepter Records, Florence Greenberg, fick höra Warwicks röst på demoskivan för "It's Love That Really Counts" och erbjöd Warwick ett skivkontrakt 1962. Kontraktet innebar att Burt Bacharach och Hal David blev hennes producenter. Warwicks färdighet innebar också att Bacharach kunde skriva mer invecklade sånger. Demoversionen av "It's Love That Really Counts" fanns med på hennes debutalbum från 1963, Presenting Dionne Warwick.

### Genombrott
Warwicks debutsingel för Scepter Records, "Don't Make Me Over", släpptes i november 1962 och gav Warwick hennes första topp 40-singel. På singelomslaget var hennes efternamn felstavat ("Warwick" istället för "Warrick") men hon började använda det namnet både professionellt och i privatlivet. De två nästa singlarna, "This Empty Place" och "Make The Music Play" blev inga framgångar men den fjärde singeln "Anyone Who Had a Heart" som släpptes i december 1963 nådde singellistans åttonde placering och gick bra även internationellt. Nästa singel, "Walk on By" i april 1964, blev en mycket stor framgång och har blivit ett örhänge genom hela hennes karriär. Under resten av 1960-talet var Warwick regelbundet på topplistorna och så gott som alla de sånger hon framförde var skrivna av Bacharach och David.
I Storbritannien hade Warwick framgångar med "Walk On By" och "Do You Know the Way to San Jose" men flera av hennes låtar blev också inspelade med brittiska sångerskor som Cilla Black, Sandie Shaw och Dusty Springfield.
Åren mellan mitten av 1960-talet och början av 1970-talet blev en framgångsrik period för Warwick, vars album och singlar sålde mycket bra och placerade sig högt på topplistorna. Albumet Here Where There Is Love från januari 1967 blev hennes första guldskiva med låtar som "Alfie", "I Just Don't Know What to Do with Myself" samt "Trains and Boats and Planes". Även "Alfie" har blivit ett örhänge genom hela hennes karriär.
Under 1967 sålde Warwick också en guldskiva för singeln "I Say a Little Prayer" som då hade sålt i en miljon exemplar och nådde topplistans fjärde plats. Även den följande singeln där Warwick sjöng ledmotivet till filmen Dockornas dal blev en stor framgång och sålde över en miljon exemplar. Både den låten och "Do You Know the Way to San Jose" var med på Warwicks nästa album, Dionne Warwick in Valley of the Dolls som släpptes i början av 1968 och som gav henne ytterligare en guldskiva.
Warwick gifte sig 1966 med skådespelaren och trummisen William Elliott. Paret skilde sig i maj 1967 men gifte sig på nytt i september samma år. De skilde sig 1975. 1969 föddes deras son David Elliott och 1973 föddes Damon Elliott.
Fram till 1971 sålde Warwick uppskattningsvis 35 miljoner album och singlar över hela världen och över 16 miljoner singlar endast i USA. Warwicks sista singel med text och musik av Bacharach/David blev "Who Gets the Guy" som släpptes i mars 1971. I slutet av 1971 lämnade hon Sceptre Records eftersom hon erbjudits ett ekonomiskt mycket fördelaktigt skivkontrakt hos Warner Brothers Records. Med Burt Bacharach och Hal David spelade hon in albumet Dionne som nådde plats 57 på topplistan Billboard Hot 100. Bacharach och David skrev filmmusiken till Bortom horisonten, men filmen blev ett misslyckande och paret Bacharach och David beslöt att inte samarbeta längre. Med ett skivkontrakt hon var tvungen att följa, men utan producenter eller kompositörer, stämde hon sina förra samarbetspartner på 5,5 miljoner dollar. Trion gjorde upp i godo 1979.

### Skivkontrakt hos Warner (1972-1978)
Utan hjälp och stöd från Bacharach och David saktade Warwicks karriär ned i början på 1970-talet. Det dröjde till 1974 innan hon åter fick någon framgång, den här gången tack vare en duett med The Spinners, "Then Came You". Låten hamnade på första plats på Billboard Hot 100. I övrigt hade Warwick endast mindre framgångar med låtar som "His House and Me" samt "Once You Hit The Road" från 1975 och 1976.
Warwick spelade in fem album hos Warners: Dionne med Bacharach och David som producenter, Just Being Myself och Then Came You producerad av Jerry Ragavoy, Track of the Cat producerad av Thom Bell samt Love at First Sight producerad av Steve Barri och Michael Omartian. När Warwicks femåriga kontrakt med Warners tog slut 1977 lämnade hon bolaget.

### Skivkontrakt hos Arista (1979-1995)

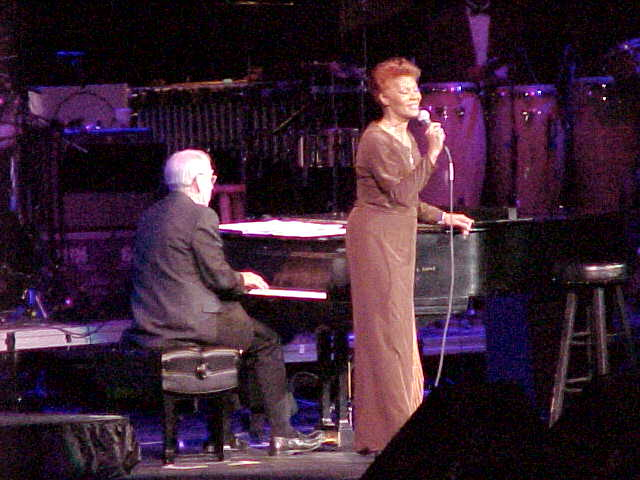
Dionne Warwick uppträder 2005. Fotograf: dbking

Warwicks musikaliska karriär fick fart igen med hennes första singel för Arista Records, "I'll Never Love This Way Again" som producerades av Barry Manilow och gick bra på topplistorna. Albumet Dionne sålde platina. Även nästa singel, "Deja Vu" blev en stor framgång. Hennes nästa album, No Night So Long blev också den en stor framgång och kom på 23:e plats på Billboard Hot 100 Albums Chart och på 22:a plats på Billboard Hot R&B Albums Chart. 1982 spelade hon in sången "Heartbreaker" tillsammans med Barry Gibb. Låten blev en av hennes största internationella framgångar. Albumet med samma namn sålde 3 miljoner exemplar över hela världen och gav henne ytterligare en guldskiva.
1983 släpptes albumet How Many Times Can We Say Goodbye, producerat av Luther Vandross. Warwick och Vandross sjöng duett på albumets titelmelodi och singeln nådde plats 27 på Billboard Hot 100. På det följande albumet Finder of Lost Loves samarbetade hon återigen med Barry Manilow och Burt Bacharach.
1985 medverkade hon på singeln "We Are the World" som spelades in till förmån för de svältande i Etiopien. Andra medverkande var Michael Jackson, Lionel Richie, Tina Turner samt Diana Ross. Samma år medverkade hon i ytterligare ett välgörenhetsprojekt, singeln "That's What Friends Are For", som spelades in för att stödja American Foundation for AIDS Research. Andra medverkande var Gladys Knight, Elton John och Stevie Wonder. Singeln spelade in tre miljoner dollar och låg på första plats på Billboard Hot 100 under fyra veckor. I samband med detta släppte hon också sitt under 1980-talet näst mest framgångsrika album, Friends.
Under 1990-talet saktade hennes karriär ned. Warwick uppträdde som talesperson för Psychic Friends Network, en organisation som sände TV-reklam som gjorde reklam för organisationens 071-nummer till personer som påstods vara synska. För sin roll som talesperson tjänade Warwick över 3 miljoner dollar om året. Samarbetet upphörde när organisationen gick i konkurs 1998.
Warwicks främsta album från 1990-talet är Friends Can Be Lovers som delvis producerades av Ian Devaney och Lisa Stansfield. På skivans fanns bland annat "Sunny Weather Lover", den första låt som Bacharach och Hal David hade skrivit tillsammans på många år.

### Nutid
Warwick lämnade Arista 1995 men skrev kontrakt med Concord Records 2005. Hennes första album för bolaget var My Friends and Me där hon sjunger sina kända örhängen tillsammans med Gloria Estefan, Olivia Newton-John och Reba McEntire. I mars 2008 släpptes Why We Sing, ett album med gospellåtar.

## Diskografi
Dionne Warwicks amerikanska topp 40-singlar på Billboard Hot 100
| År     | Sång                                                                                           | U.S. Hot 100 | U.S R&B | U.S. Adult Contemporary | Singellistan Kanada | Singellistan Stor- britannien |
| ------ | ---------------------------------------------------------------------------------------------- | ------------ | ------- | ----------------------- | ------------------- | ----------------------------- |
| 1962   | "Don't Make Me Over"                                                                           | 21           | 5       | -                       | -                   | -                             |
| 1963   | "Anyone Who Had a Heart"                                                                       | 8            | -       | 2                       | -                   | 42                            |
| 1964   | "Walk on By"                                                                                   | 6            | -       | 7                       | -                   | 8                             |
| 1964   | "You'll Never Get to Heaven (If You Break My Heart)" (A-side)/"A House Is Not a Home" (B-sida) | 34           | -       | -                       | 15                  | 20                            |
| 1964   | "Reach Out for Me"                                                                             | 20           | -       | -                       | 12                  | 23                            |
| 1965   | "Are You There (With Another Girl)"                                                            | 39           | 35      | -                       | 13                  | -                             |
| 1966   | "Message to Michael"                                                                           | 8            | 5       | 12                      | 6                   | -                             |
| 1966   | "Trains and Boats and Planes"                                                                  | 22           | 49      | 37                      | 18                  | -                             |
| 1966   | "I Just Don't Know What to Do with Myself"                                                     | 26           | 20      | -                       | 36                  | -                             |
| 1967   | "Alfie" (B-side)/“The Beginning of Loneliness” (A-sida)                                        | 15           | 5       | -                       | 10                  | -                             |
| 1967   | "The Windows of the World"                                                                     | 32           | 27      | 32                      | 20                  | -                             |
| 1967   | "I Say a Little Prayer" (A-sida)                                                               | 4            | 8       | -                       | 4                   | -                             |
| → 1968 | "(Theme From) The Valley of the Dolls" (B-sida)                                                | 2            | 13      | 2                       | 4                   | 28                            |
| 1968   | "Do You Know the Way to San Jose" (A-sida)/”Let Me Be Lonely” (B-sida)                         | 10           | 23      | 4                       | 8                   | 8                             |
| 1968   | "Who Is Gonna Love Me?" (A-sida)/"(There's) Always Something There to Remind Me" (B-sida)      | 33           | 43      | 4                       | 19                  | -                             |
| 1968   | "Promises, Promises"                                                                           | 19           | 47      | 7                       | 8                   | -                             |
| 1969   | "This Girl's in Love with You"                                                                 | 7            | 7       | 2                       | 7                   | -                             |
| 1969   | "The April Fools"                                                                              | 37           | 33      | 8                       | 32                  | -                             |
| 1969   | "You've Lost That Lovin' Feeling"                                                              | 16           | 13      | 10                      | 12                  | -                             |
| 1969   | "I'll Never Fall in Love Again"                                                                | 6            | 17      | 1                       | 3                   | -                             |
| 1970   | "Let Me Go to Him"                                                                             | 32           | 45      | 5                       | 30                  | -                             |
| 1970   | "Make It Easy on Yourself"                                                                     | 37           | 26      | 2                       | 24                  | -                             |
| 1974   | "Then Came You" (med The Spinners)                                                             | 1            | 2       | 3                       | 7                   | 29                            |
| 1979   | "I'll Never Love This Way Again"                                                               | 5            | 18      | 5                       | 6                   | 62                            |
| 1979   | "Deja Vu"                                                                                      | 15           | 25      | 1                       | 34                  | -                             |
| 1980   | "No Night So Long"                                                                             | 23           | 19      | 1                       | -                   | -                             |
| 1982   | "Friends in Love" (med Johnny Mathis)                                                          | 38           | 22      | 5                       | -                   | -                             |
| 1982   | "Heartbreaker"                                                                                 | 10           | 14      | 1                       | 15                  | 2                             |
| 1982   | "All the Love in the World"                                                                    | -            | -       | 16                      | -                   | 10                            |
| 1983   | "How Many Times Can We Say Goodbye" (med Luther Vandross)                                      | 27           | 7       | 4                       | -                   | 99                            |
| 1985   | "That's What Friends Are For" (Dionne & Friends: Elton John, Gladys Knight och Stevie Wonder)  | 1            | 1       | 1                       | 1                   | 16                            |
| 1987   | "Love Power" (med Jeffrey Osborne)                                                             | 12           | 15      | 1                       | 21                  | 63                            |